# Eupoecilia angustana
Eupoecilia angustana es una especie de polilla del género Eupoecilia, familia Tortricidae.
Fue descrita científicamente por Hübner.

## Distribución
Se encuentra en Alemania.